# Varga András (könyvtáros)
Varga András (Budapest, 1956. július 21. –) magyar könyv-, könyvtár-, nyomdászat- és művelődéstörténész, könyvtáros, bibliográfus.

## Életpályája
A budapesti Leövey Klára Gimnáziumban szerzett érettségi után  a szegedi József Attila Tudományegyetem magyar–latin szakán végzett felsőfokú tanulmányokat 1975 és 1980 között. Ugyanitt 1983-ban doktori fokozatot szerzett. 1985-1986-ban az Eötvös Loránd Tudományegyetem könyvtár szakán tanult. 1980-tól a szegedi egyetem Központi Könyvtára Régi könyvek és Kéziratok Osztályán dolgozott könyvtárosként, majd főkönyvtárosként. 1981-ben a József Attila Tudományegyetem Bölcsészettudományi Karán latin nyelvet, 1981-1990-ben a Természettudományi Karon, illetve a Szent-Györgyi Albert Orvostudományi Egyetemen külföldi hallgatóknak magyar nyelvet, 1982-1987-ben a Bölcsészettudományi Karon régi magyar irodalomtörténetet, 1989-2002-ben a Juhász Gyula Tanárképző Főiskolán magyarországi nyomdászattörténetet, 1998-2011-ben a Szegedi Tudományegyetem Bölcsészettudományi Karán magyarországi könyvkiadás történetet, illetve Régi könyvek címleírása és tárgyszavazása című stúdiumot tanított.

## Munkássága
Pályáját a Világirodalmi Lexikon számára készült – az ókori és középkori latin irodalommal kapcsolatos – szócikkek írásával kezdte, de fő kutatási területe a magyarországi könyv- és könyvtártörténet, a régi könyvek könyvtári feldolgozásának módszertana és Szeged művelődéstörténete. Részt vett a magyarországi magánkönyvtárak kataszterét létrehozó Magyarországi magánkönyvtárak című sorozat szerkesztésében. Kiadta a Szegedi Tudományegyetem  Klebelsberg Kuno Könyvtár régi könyv állományának háromkötetes katalógusát és a könyvtár ritkaságainak, különleges értékeinek gazdagon illusztrált albumát.
Tankönyvként is használatos kézikönyvben foglalta össze a könyvnyomtatás kezdetétől 1850-ig megjelent régi könyvekre vonatkozó ismereteket, és megírta a 20. század elejei Szeged építészet- és művelődéstörténeti monográfiáját. Rekonstruálta és elemezte a szegedi kolostori (ferences, minorita és piarista) könyvtárak történetét és állományát. Számos tanulmányban foglalkozott a Misztótfalusi Kis Miklós kiadásában megjelent első magyar nyomtatott szakácskönyvvel.
A hagyományos tudományos tevékenység mellett jelentősek digitális publikációi: 2001-ben második helyezést ért el a Nokia magyarországi képviselete által meghirdetett – mobiltelefonra írt – játékszoftver fejlesztő versenyen, multimédiás bemutatókat készített az ópusztaszeri Nemzeti Történeti Emlékparkról, az ott kiállított Feszty-körképről, Misztótfalusi szakácskönyvéről és a régi Szegedről. A közösségi média felületein tudománynépszerűsítő tevékenységet folytat. Amatőr zeneszerzőként és producerként számos zenei stílusban tevékenykedik.

## Főbb művei
- Molnár Gergely, Melanchthon magyar tanítványa. Szeged, 1983. (Dissertationes ex Bibliotheca Universitatis de Attila József nominatae. 7.)
- Adatok Molnár Gergely latin grammatikájának történetéhez. In: Magyar Könyvszemle. 100. évf. 1984. 1-2. 127-129.
- Magyarországi magánkönyvtárak. 1. köt. 1533-1657. Sajtó alá rend. Varga András. Bp.-Szeged, 1986. (Adattár XVI-XVIII. századi szellemi mozgalmaink történetéhez. 13.)
- Régi könyveink és kézirataink katalógusai. A szegedi piaristák könyvtára. Összeáll. Varga András. Szeged, 1986. (Acta Universitatis Szegediensis de Attila József nominatae. Acta Bibliothecaria. Tom. IX. Fasc. 1.)
- Partiumi könyvesházak. 1623-1730. Sajtó alá rend. Fekete Csaba, Kulcsár György, Monok István, Varga András. Bp.-Szeged, 1988. (Adattár XVI-XVIII. századi szellemi mozgalmaink történetéhez. 14.)
- Magyarországi jezsuita könyvtárak 1711-ig. 1. köt. Sajtó alá rend. Farkas Gábor, Monok István, Pozsár Annamária, Varga András. Szeged, 1990. (Adattár XVI-XVIII. századi szellemi mozgalmaink történetéhez. 17/1.)
- Régi könyveink és kézirataink katalógusai. A szegedi minoriták könyvtára. Összeáll. Varga András. Szeged, 1991. (Acta Universitatis Szegediensis de Attila József nominatae. Acta Bibliothecaria. Tom. XI. Fasc. 4.)
- Régi könyveink és kézirataink katalógusai. Régi magyar nyomtatványok 1700-ig. Összeáll. Varga András. Szeged, 1986. (Acta Universitatis Szegediensis de Attila József nominatae. Acta Bibliothecaria. Tom. XI. Fasc. 1.)
- A szegedi minorita könyvtár a XVII. században. Szeged, 1991. (Olvasmánytörténeti Dolgozatok. 2.)
- Magyarországi magánkönyvtárak. 2. köt. 1588-1721. Sajtó alá rend. Farkas Gábor, Varga András, Katona Tünde, Laczkovits Miklós. Szeged, 1992. (Adattár XVI-XVIII. századi szellemi mozgalmaink történetéhez. 13/2.)
- Erdélyi könyvesházak. 3. köt. 1563-1757. Sajtó alá rend. Monok István, Németh Noémi, Varga András. Szeged, 1994. (Adattár XVI-XVIII. századi szellemi mozgalmaink történetéhez. 16/3.)
- József Attila Tudományegyetem Egyetemi Könyvtár. In: Handbuch deutscher historischer Buchbestände in Europa. Bd. 5. Ungarn. Hildesheim-Zürich-New York, 1998. 228-233.
- A szeged-alsóvárosi ferences rendház könyvtára. Szeged, 1998. (Olvasmánytörténeti Dolgozatok. 8.)
- A szegedi Egyetemi Könyvtár kincsei. A Misztótfalusi-szakácskönyv. In: Szeged, 2005. 3. 50-53.
- A szegedi Egyetemi Könyvtár kincsei. Az Alsóvárosi Glosszák. In: Szeged, 2006. 2. 14-16.
- A szeged-alsóvárosi ferences rendház könyvtára. In: Szemelvények a szeged-alsóvárosi ferencesek ötszáz éves történetéből. Budapest-Szeged, 2007. 63-74..
- A Tótfalusi-szakácskönyv forrása. In: Magyar Könyvszemle 2008. 3. 312-319.
- Az ördög bibliája. In: Magyar Könyvszemle 2010. 250-255.
- A régi Szeged. Szeged, 2010. (Multimédia CD-ROM változatban is).
- A Szegedi Tudományegyetem Egyetemi Könyvtár 1701 előtti nyomtatványai = Altbücherbestand vor 1701 der Universitätsbibliothek Szeged Összeáll. Keveházi Katalin, Varga András. Szeged, 2010. (A Kárpát-medence magyar könyvtárainak régi könyvei. 6.)
- A Szegedi Tudományegyetem Egyetemi Könyvtár 1701-1800 közötti régi nyomtatványai = Catalogus librorum veterum Bibliothecae Universitatis Szegediensis Altbücherbestand zwischen 1701-1800 der Universitätsbibliothek Szeged. Szeged, 2016. (A Kárpát-medence magyar könyvtárainak régi könyvei. 10.)
- A Szegedi Tudományegyetem Egyetemi Könyvtár 1801-1850 közötti régi nyomtatványai = Catalogus librorum veterum Bibliothecae Universitatis Szegediensis = Altbücherbestand zwischen 1801-1850 der Universitätsbibliothek Szeged. Szeged, 2018. (A Kárpát-medence magyar könyvtárainak régi könyvei. 11.)
- Régi könyves ABC. Budapest, 2018.
- Cimélia. A Szegedi Tudományegyetem Klebelsberg Kuno Könyvtára kincsei = Treasures of the Klebelsberg Kuno Library, University of Szeged. Szeged, 2021.

### Multimédia CD-ROM-ok
- Szakácsmesterségnek könyvecskéje. Kolozsvár, 1698. Szeged, 1999. Multimédia CD-ROM. Forgatókönyv, programozás, grafika: Varga András.
- A magyarok bejövetele. Multimédia CD-ROM. Forgatókönyv, programozás, grafika: Varga András. Kiad. az Ópusztaszeri Nemzeti Történeti Emlékpark. Ópusztaszer, 2001.
- Ópusztaszeri Nemzetei Történeti Emlékpark. Multimédia CD-ROM. Forgatókönyv, programozás, grafika: Varga András. Kiad. az Ópusztaszeri Nemzeti Történeti Emlékpark. Ópusztaszer, 2001.
- Szakácsmesterségnek könyvecskéje. Kolozsvár, 1698. Szeged, 2006. Kiad. az Universitas Kht. Multimédia CD-ROM.
- A régi Szeged = The old Szeged. PC CD-ROM. Kiad. az Universitas Szeged Kiadó. Forgatókönyv, programozás, grafika: Varga András. Szeged, 2008.